# Club Corintio de Vela
El Club Corintio de Vela (Corinthian Sailing Club en idioma inglés y oficialmente) es un club náutico ubicado en las orillas del Lago White Rock, en Dallas, Texas (Estados Unidos).
El término "Corintio", al igual que sucede con muchos otros clubes estadounidenses, se debe a que se denomina así a la navegación de recreo amateur como reminiscencia de los Juegos Ístmicos que se celebraban en el istmo de Corinto.

## Historia
Se fundó en junio de 1939 por Tom Nash, Frank Parker y Wilfred Bruce, y era el tercer club que se fundaba en el Lago White Rock, donde en 1928 se había establecido el Dallas Sailing Club (DSC) y en 1935 el White Rock Sailing Club (WRSC) que fundaron varios regatistas de la flota Snipe del DSC, llevándose la flota (la número 1 del mundo) al WRSC. Esa flota se trasladó al Club Corintio de Vela en 1993.

## Flotas
Actualmente cuenta con flotas de las clases:
- Butterfly
- Corinthian
- Flying Scot
- Laser
- Optimist
- Snipe